# Lithiumacetat
Lithiumacetat ist das Lithiumsalz der Essigsäure mit der Halbstrukturformel CH3COOLi.

## Gewinnung und Darstellung
Lithiumacetat kann durch Salzbildungsreaktion aus Lithiumhydroxid und Essigsäure hergestellt werden.
{\displaystyle \mathrm {LiOH+CH_{3}COOH\longrightarrow CH_{3}COOLi+H_{2}O} }
Ebenso ist die Synthese aus Lithiumcarbonat und Essigsäure unter Entwicklung von Kohlendioxid möglich.
{\displaystyle \mathrm {Li_{2}CO_{3}+2\ CH_{3}COOH\longrightarrow 2\ CH_{3}COOLi+CO_{2}\uparrow +\ H_{2}O} }

## Eigenschaften
Lithiumacetat ist im Handel üblicherweise als weißes Dihydrat mit der Formel CH3COOLi · 2 H2O erhältlich. Das Dihydrat kristallisiert im orthorhombischen Kristallsystem in der Raumgruppe Cmm2 (Raumgruppen-Nr. 35) mit den Gitterkonstanten a = 686 pm, b = 1149 pm und c = 659 pm. Das Anhydrat kristallisiert im triklinen Kristallsystem in der Raumgruppe P1 (Nr. 2) mit den Gitterkonstanten a = 929 pm, b = 1213 pm und c = 676 pm sowie α = 101°, β = 100° und γ = 105°.

## Verwendung
Lithiumacetat wird als Puffersubstanz bei der Gelelektrophorese von DNA und RNA, bei der Transformation von Hefezellen durch die Lithiumacetat-Methode. In der Psychiatrie wird es im Zuge der Lithiumtherapie verwendet. Weiterhin dient es als Katalysator in der Polyesterproduktion, als Korrosionsschutzmittel in Polyphenylsulfidharzen und als Katalysator in der Produktion von Alkydharzen und Acrylpolymeren.